# Vieillesse
Pour les articles homonymes, voir Vieillesse (homonymie).

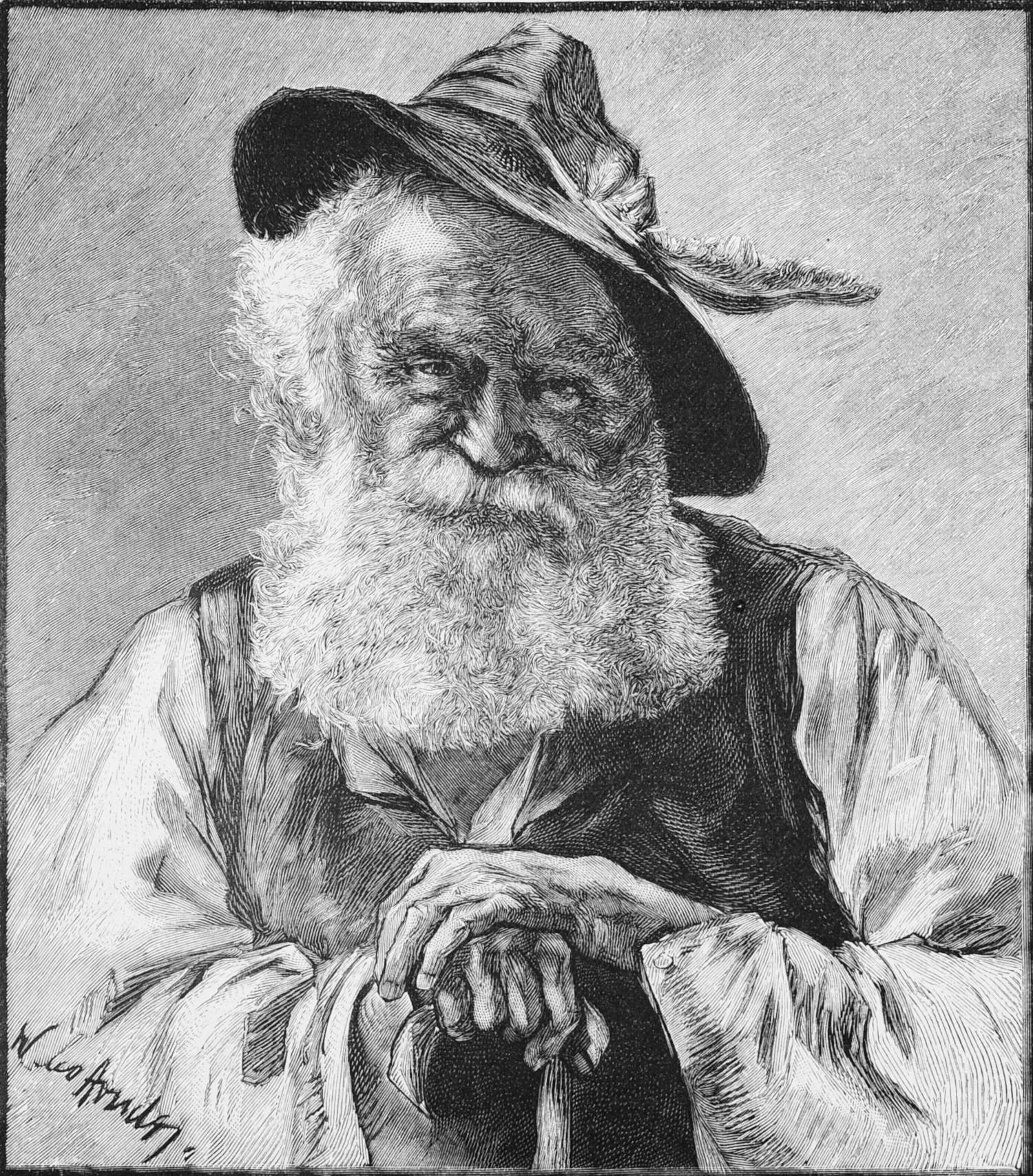
Freund Sepp (L'ami Sepp). Dessin de W. Leo Arndt, dans :de:Die Gartenlaube, 1895.

La vieillesse est l'âge ultime d'un être vivant. Chez l'être humain, elle succède à l'âge mûr, appelé aussi  « troisième âge » (on nomme parfois quatrième âge le moment où l'état de vieillesse entraîne une situation de dépendance). Malgré l'existence d'une accélération de la sénescence après 45-50 ans,,,, le vieillissement reste un phénomène progressif, il n’y a donc pas réellement d’âge biologique fixe correspondant à la vieillesse. Également, Nicole Jeanguiot explique que la vieillesse s'avère être une construction sociale puisque sa perception semble variable selon chaque individué. Les facteurs sont physiques, culturels ou encore chronologiques. Dans les sociétés occidentales contemporaines, des expressions telles que seniors, aînés ou personnes âgées remplacent de plus en plus celles de vieux ou vieillards, jugées péjoratives. Par analogie avec l'adolescence, la sociologue Claudine Attias-Donfut propose en 1988 le terme de « maturescence » pour désigner le vieillissement dans l'âge de la maturité, période qui tend à se prolonger avant le début de la sénescence caractérisée par des pertes et un déclin à plusieurs niveaux,.

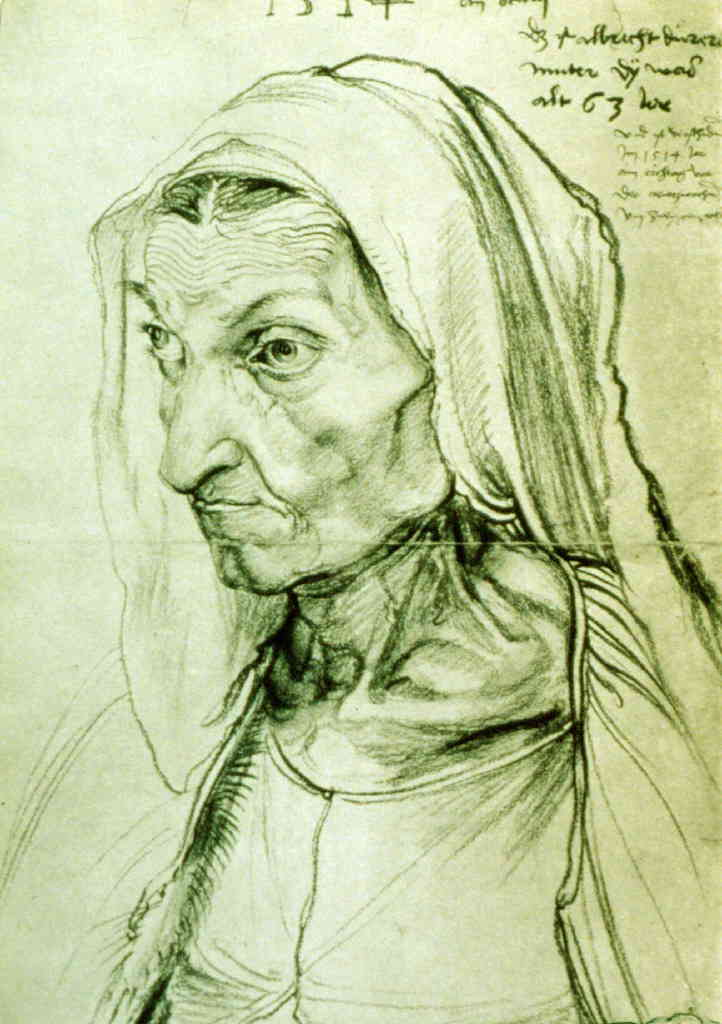
Albrecht Dürer : portrait de sa mère, Barbara Dürer, à l'âge de 63 ans, environ deux mois avant sa mort en 1514.

## Signes

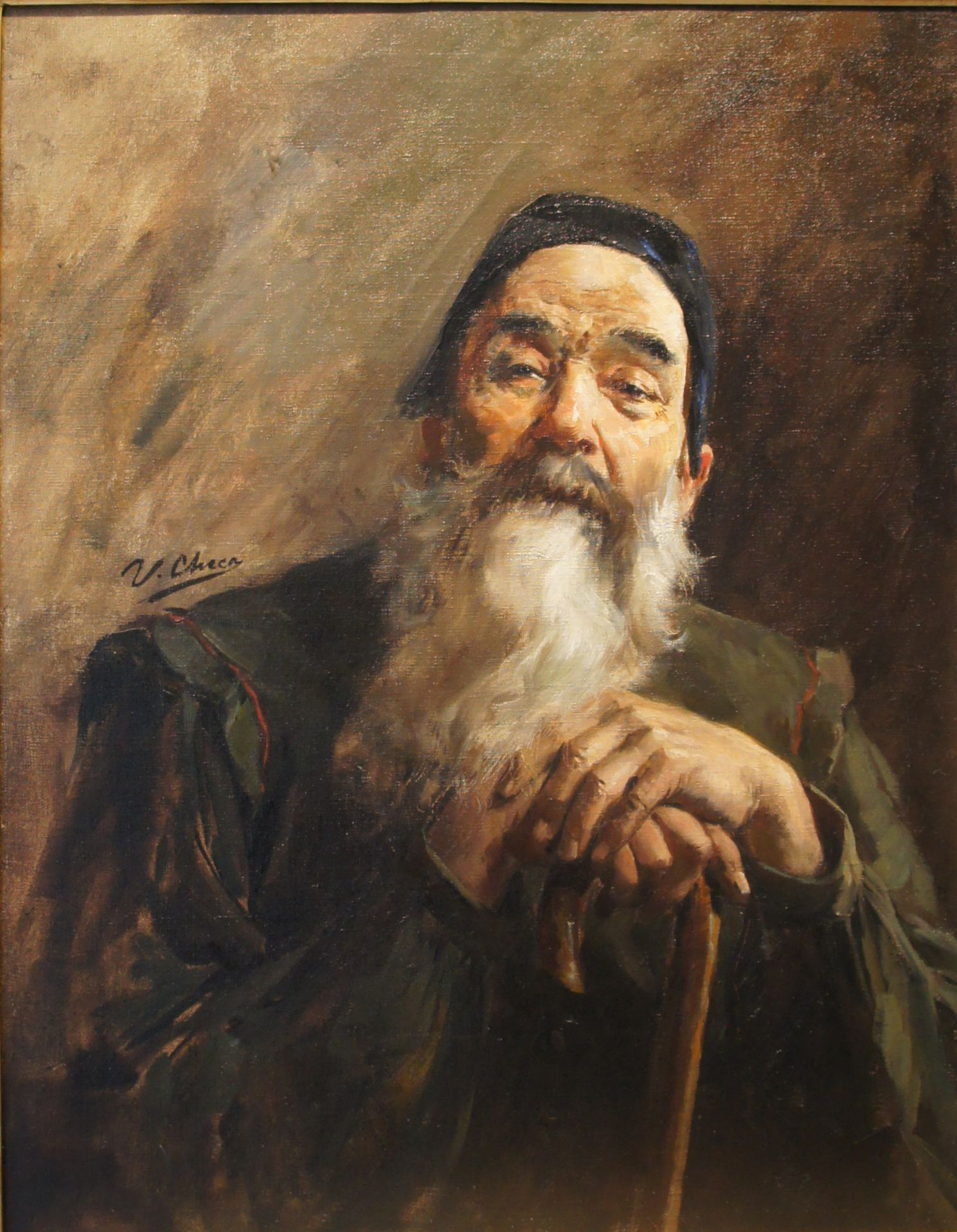
Anciano, peinture à l'huile d'Ulpiano Checa (1860-1916).

### Signes physiques
On retrouve en général, chez une personne âgée, des rides, des cheveux blancs et la perte de cheveux (pouvant souvent provoquer  chez l'homme une alopécie complète ou incomplète). Ces symptômes peuvent autant commencer à 30 ans qu'à 60 ans.
Après 75 ans, des signes de faiblesse physiques et des dérèglements physiologiques (le vieillissement qui touche les systèmes immunologique, hématologique s'appelle homéosténose) tendent à se développer. Entre ces deux âges apparaissent souvent l'arthrite, l'arthrose, les rhumatismes, qui font perdre de leur grâce à la démarche et aux gestes et rendent aussi la vie quotidienne moins commode.
Les performances de la mémoire sont progressivement affectées, les recherches se concentrent sur une carence en protéine RbAp48 qui apparait avec l'âge.

### Signes sociaux

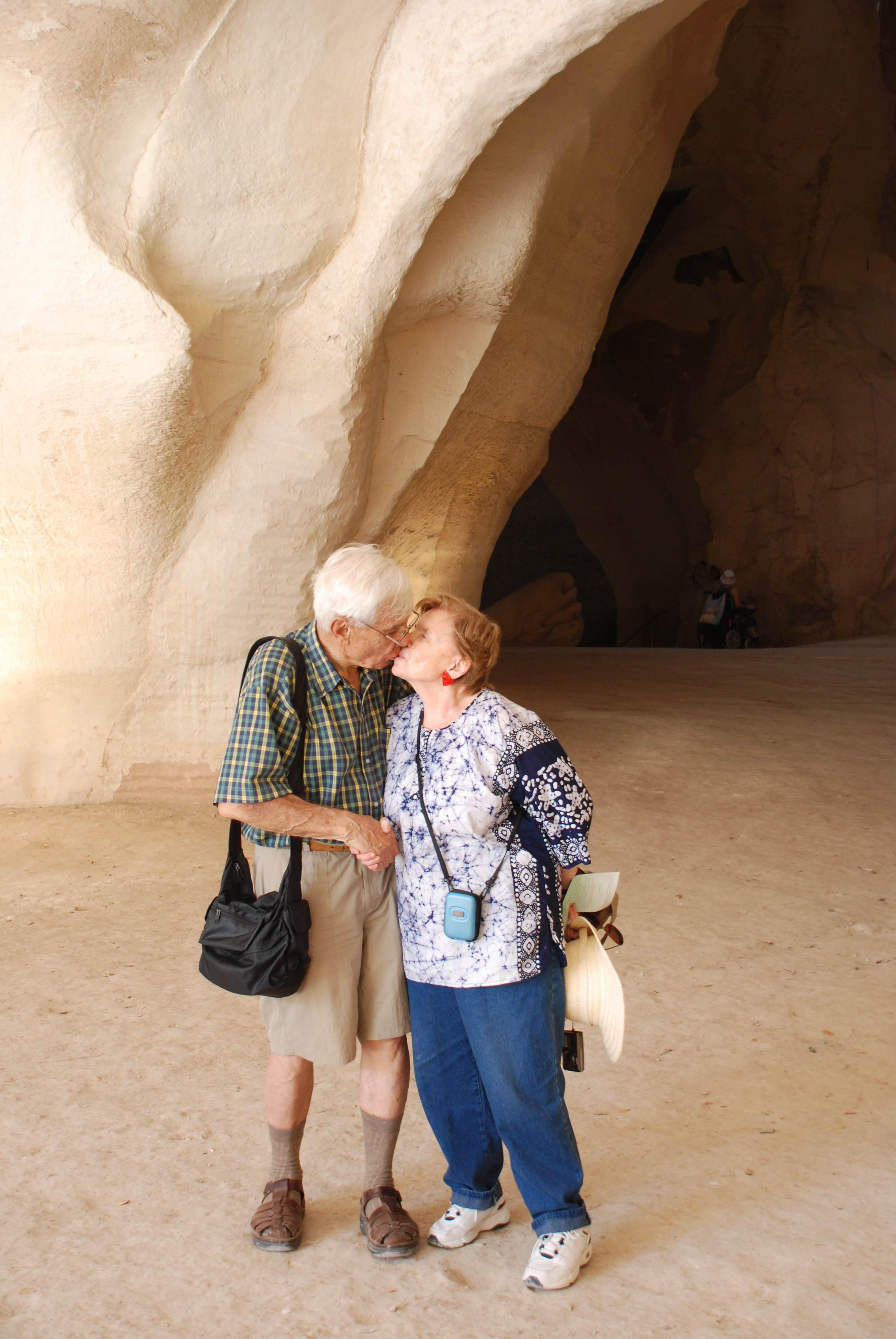
Couple de personnes âgées en voyage à Bet Guvrin-Maresha (Israël) au début du XXIe siècle.

La vieillesse répond aujourd'hui principalement à des injonctions sociales et médiatiques. L’intérêt des gouvernements envers les aînés et les enjeux qui les concernent témoigne des inquiétudes associées à cette partie de la population et à l’apparition de « sociétés vieillissantes » (voir par exemple certaines politiques publiques).
Les efforts visent davantage à prévenir les altérations de l'âge par un mode de vie sain qu'à soigner des altérations une fois celles-ci apparentes, et pour le moment peu réversibles. Plusieurs autres disciplines des sciences sociales et humaines s’intéressent quant à elles à la dimension culturelle du vieillissement, par exemple aux représentations et discours à propos des personnes âgées, aux questions d'âgisme, de technologies et de sexualité,. En d'autres mots, la vieillesse est une construction sociale.
Les entreprises privées s’y intéressent également, par exemple en promouvant des activités comme des concours de chant qui visent à valoriser les aînés . Quant aux représentations médiatiques, les aînés sont généralement présentés comme un groupe assez homogène et dépendant des savoirs et des ressources des personnes plus jeunes,. L’effet de ces discours et représentations est de perpétuer l’âgisme, soit une forme d’exclusion sociale.
La dépendance, ou la perte d'autonomie, de la personne du quatrième âge est la mesure principale de l'état de vieillesse. Un sociologue comme Serge Guérin propose le terme de Senior Fragilisé (SeFra) pour exprimer que la fragilisation peut être d'ordre physique, mental ou moral, mais aussi économique.
La fragilisation mentale comprend le « syndrome de désinvestissement » (refus de se mouvoir, de manger et de boire, retrait social...) qui peut conduire dans les derniers mois de vie de la personne âgée au « syndrome de glissement » (détérioration globale des fonctions intellectuelles le plus souvent consécutive à une maladie ou à un accident).

## Historique conceptuelle de la vieillesse

### Antiquité
Dès l’Antiquité, la littérature médicale tend à indiquer que la vieillesse est synonyme d’une diminution de la chaleur et de l’humidité naturelle ; la production excessive d’humeur froide implique des modifications physiologiques liées à la prépondérance du sec et du froid. Galien lui-même, d’ailleurs, discours que l’évolution de la complexion d’un individu avec l’âge terminait avec la vieillesse, où l’individu est rendu froid et sec en ayant perdu sa chaleur innée et son humidité. On entend donc que, dans le cas du vieillissement, le froid est vu négativement comme la dernière étape avant la mort, où le corps refroidit et provoque un déséquilibre mélancolique.

### Moyen Âge
La médecine médiévale reprend les théories hippocratiques et galéniques, supposant donc une vision similaire de la vieillesse. Pour compenser les sévices du froid affligeant les personnes âgées, les médecins occidentaux du Moyen Âge ont élaboré plusieurs recettes concordantes avec les théories humorales afin de leur redonner de la vigueur. Plusieurs moyens sont possibles pour apporter de la chaleur et de l’humidité à la complexion froide du vieillard. Certains consistent à se réchauffer de manière naturelle, soit en pratiquant l’exercice physique (avec modération), en passant du temps au soleil ou bien en dormant, ce dernier moyen étant reconnu pour récupérer la chaleur naturelle perdue durant la journée. Bernard de Gordon, lui, favorise plutôt les promenades à pied ou à cheval. D’autres moyens supposent l’ingestion d’aliments chauds et humides tel le vin chaud ou bien la relaxation dans un bain chaud, parfois suivis par un massage et des frictions.